# Il mercante di Venezia (film 2004)
Il mercante di Venezia (The Merchant of Venice) è un film del 2004 diretto da Michael Radford, tratto dall'omonima opera teatrale di William Shakespeare.
È stato proiettato per la prima volta alla 61ª Mostra internazionale d'arte cinematografica di Venezia (fuori concorso), dunque proprio nella città nella quale è ambientato ed è stato parzialmente girato. Alcune scene del film sono state girate a Vicenza e al Castello di Thiene.

## Trama
Venezia, 1596. Bassanio chiede ad Antonio 3000 ducati per corteggiare Porzia, ereditiera di Belmonte. Antonio è ricco, ma molti dei suoi soldi sono investiti in navi da carico ancora in viaggio. Si rivolge allora all'ebreo Shylock, che gli fa una proposta capestro: entro tre mesi, qualora la somma non gli venga restituita, avrà in cambio una libbra di carne del corpo di Antonio, come vendetta per le numerose vessazioni antisemite subite da Shylock (come lo sputo nella prima scena). Porzia secondo il volere paterno può sposare solo chi supererà la prova dei tre scrigni. Bassanio non si lascia ingannare e conquista la mano della giovane, con grande gioia di quest'ultima che si è innamorata di lui a prima vista.
Arriva la notizia che le navi di Antonio sono naufragate e lui non può pagare il debito. Le parti in causa si riuniscono davanti al Doge e nonostante Bassanio (sostenuto economicamente da Porzia) offra a Shylock di restituirgli il doppio della somma l'usuraio ebreo animato da spirito di vendetta rifiuta pretendendo a tutti i costi la libbra di carne. Il destino di Antonio sembra segnato, poiché anche il Doge in persona non può far altro che appellarsi alla clemenza di Shylock non trovando difetti in grado di invalidare il contratto.
Tuttavia Porzia arriva a Venezia travestita da dottore della legge. Il Doge aveva precedentemente fatto convocare un esperto dalla vicina Università di Padova, il Dotto Bellario, cugino di Porzia.  Porzia si reca a Padova e, d'intesa con Bellario, si presenta di fronte al Doge, sostenendo che Bellario aveva avuto degli impegni e pertanto inviava a dirimere la questione un giovane, ma valente giureconsulto. Riesce a salvare Antonio attraverso un cavillo giuridico: il contratto infatti concede a Shylock di tagliare dal corpo di Antonio una libbra esatta, se dovesse eccedere anche di un solo grammo sarebbe condannato per aggressione verso un cittadino veneziano, inoltre in base alla stessa legge Shylock è tenuto a prelevare la sua carne senza spargere una sola goccia di sangue cristiano. Messo di fronte all'oggettiva impossibilità di ottenere la sua vendetta Shylock rinuncia a prelevare la libbra di carne. Inoltre per il suo comportamento è costretto a convertirsi al cristianesimo.

## Riprese
I principali luoghi di ripresa del film si trovano in Veneto, e comprendono ville e palazzi storici di rilevanza, tra cui:
- Castello di Thiene (Porto Colleoni);
- Villa Foscari "La Malcontenta";
- Villa Emo Capodilista;
- Villa Barbarigo a Valsanzibio, frazione di Galzignano Terme.

A questi luoghi si aggiungono palazzi e luoghi di vario tipo all'interno della laguna di Venezia.

## Accoglienza

### Incassi
Nonostante un ottimo giudizio da parte della critica, il film ebbe un riscontro di pubblico disastroso, con un incasso complessivo di soli 21,3 milioni di dollari a fronte dei 30 milioni di costo.

### Critica
Il mercante di Venezia ha ricevuto generalmente critiche positive da parte della critica specializzata. Sull'aggregatore di recensioni Rotten Tomatoes, il film possiede un punteggio di approvazione del 72% basato su 124 recensioni; su Metacritic, il punteggio è pari a 63 su 100 basato su 35 recensioni.

## Riconoscimenti
- Nastri d'argento 2006
  - Migliore scenografia